# Трогон рожевохвостий
Трогон рожевохвостий (Harpactes wardi) — вид трогоноподібних птахів родини трогонових (Trogonidae). Мешкає в Індії, Бутані, М'янмі і Китаї. Був названий на честь Френка Кінгдона-Ворда, англійського мандрівника і дослідника.

## Опис
Довжина птаха становить 35-38 см, вага 115-120 г. Довжина крил 140—156 мм. Виду притаманний статевий диморфізм. У самців живіт, гузка і лоб рожево-червоні, а воло і спина темно-сірі з бродовим відтінком. Крила чорні, хвіст чорний, з боків рожевий. Забарвлення самиць схоже, однак живіт, гузка і лоб в них жовті, а не червоні. У самців дзьоб темно-рожевий, у самиць жовтий, гола шкіра навколо очей у самців синя.

## Поширення й екологія
Ареал рожевохвостого трогона простягається від Бутану і індійського штату Аруначал-Прадеш до північної і східної М'янми і південного Китаю (заходу провінції Юньнань). На початку XX століття рожевохвості трогони мешкали на горі Фаншипан у В'єтнамі (звідти, власне, і походить голотип птаха), однак нині популяція птахів у В'єтнамі, імовірно, вимерла, або дуже зменшилась; у будь-якому разі птах там давно не спостерігався. У Бутані це хоч і рідкісний птах, але трапляється регулярно.
Рожевохвостий трогон мешкає на нижньому ярусі субтропічного гірського лісу, в підліску і бамбукових зарострях на висоті 1500–3200 м над рівнем моря (хоча спостерігався і на висоті 300 м над рівнем моря). Імовірно, взимку він мігрує в долини.

## Раціон
Рожевохвостий трогон харчується безхребетними: кониками, паличниками і іншими великими комахами. Іноді доповноює свій раціон ягодами і насінням.

## Збереження
Це рідкісний, малодосліджений птах. В 1990-х роках він вважався вразливим: після того, як була знайдена велика популяція трогонів в Бутані, МСОП вважає його стан близьким до загрозливого. Його популяція зменшується, а знищення природних середовищ проживання є значною загрозою.